# Dorcadion gebleri
Dorcadion gebleri es una especie de escarabajo longicornio de la subfamilia Lamiinae. Fue descrita científicamente por Kraatz en 1873.
Se distribuye por China, Irán, Kazajistán y Rusia (Siberia). Mide 20-31 milímetros de longitud. El período de vuelo ocurre en los meses de mayo, junio y julio.